# Oscar Pettiford

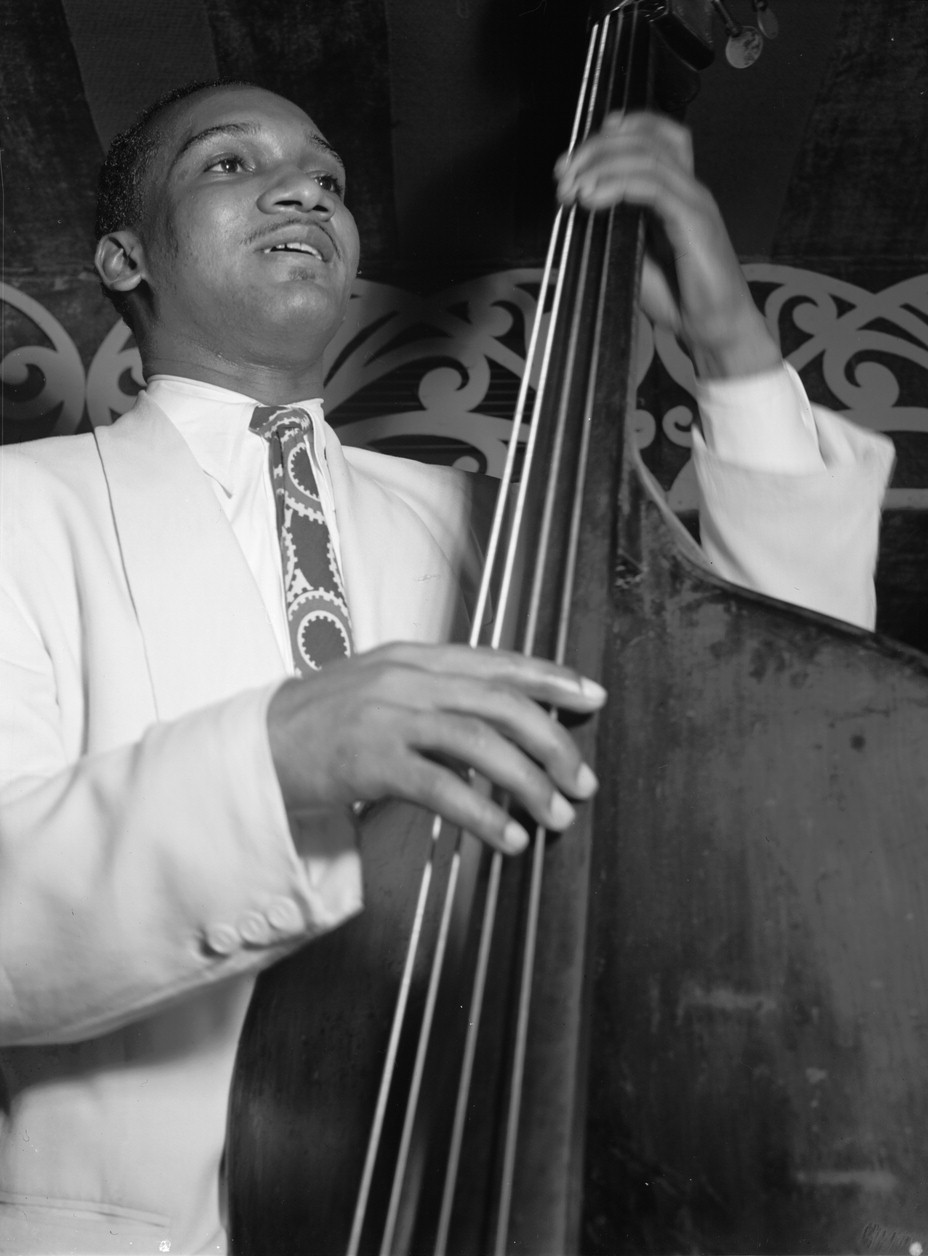
Oscar Pettiford

Oscar Pettiford (Okmulgee, Oklahoma, Estados Unidos, 30 de septiembre de 1922 - Copenhague, 8 de septiembre de 1960) fue un músico estadounidense de jazz, contrabajista y compositor, conocido por ser un pionero del bebop.

## Trayectoria
Oscar Pettiford nació en una reserva india en Oklahoma. Su madre era una Choctaw, profesora de música y pianista; su padre Harry "Doc" Pettiford, mitad Cherokee y mitad afroamericano, era veterinario y músico aficionado. Los orígenes nativos de Pettiford sin embargo fueron conocidos solo por unos pocos amigos (entre ellos David Avram).
Oscar empezó a tocar y salir de gira con el grupo familiar que su padre crea cuando decidió retirarse. Oscar comenzó a estudiar piano, para a continuación, pasar al bajo a los 14 años.
En 1942 se unió a la banda de Charlie Barnet, y en 1943 participó en la grabación de Coleman Hawkins de The Man I Love. En esa época también grabó con Earl Hines y Ben Webster.
Fue también en 1943 cuando Pettiford entró en el grupo de Dizzy Gillespie que fue el primer grupo en llevar el bebop a la calle Cincuenta y dos y en ser designado como grupo de bebop (o Rebop).
En 1945 estaba con Hawkins en California, donde grabó la banda sonora de la película de suspense "The Crimson Canary". También actuó con Duke Ellington (1945-1948) y Woody Herman (1949), antes de iniciar una carrera como líder.
En su grupo debutó Cannonball Adderley: uno de los miembros lo convenció para hacer subir al escenario a un profesor de música entonces desconocido, y Pettiford le pidió que hiciera un solo en una pieza difícil, y la prestación de Adderley maravilló a todos. 
Pettiford fue uno de los pioneros del violonchelo de jazz, comenzó a tocarlo en 1949 hasta 1950, cuando las secuelas de un brazo roto hacen que le sea imposible tocar el contrabajo. El chelo fue raramente utilizado por los músicos de jazz, debido al alto riesgo de notas falsas y el bajo volumen de sonido del instrumento. Continuó utilizando el violonchelo como una herramienta secundaria durante el resto de su carrera, tomando posesión de la técnica de pizzicato utilizado en diversos contextos.
En los años cincuenta, Pettiford estuvo a menudo en el estudio de grabación, tanto como líder y como acompañante, trabajando entre otras para Prestige, Debut, Bethelen y ABC Records. Después se trasladó a Copenhague en 1958 donde grabó también para varios sellos europeos. Su vida profesional continuó en bastante errática, debido a su carácter malhumorado sobre todo por el abuso de alcohol.
Pettiford también es conocido como compositor: entre sus piezas más famosas destacan:Tricotism, Laverne Walk, Bohemia After Dark y Swingin' Till the Girls Come Home. 
La muerte de Oscar Pettiford le llegó después de una enfermedad viral corta y repentina, que se atribuyó a "un virus similar a la polio". 
Su técnica incrementó en gran medida la forma de tocar el contrabajo y muchos músicos todavía imitan su estilo.

## Discografía

### A su nombre
- Bass Hits (Topaz, 1943–46)
- Discoveries (1952)
- The New Oscar Pettiford Sextet (Debut, 1953) con Charles Mingus, Julius Watkins, Walter Bishop, Jr., Percy Bridge.
- First Bass (1953)
- Oscar Pettiford Sextet (Vogue, 1954) con Kai Winding, Al Cohn, Tal Farlow, Henri Renaud, Max Roach.
- Basically Duke (1954)
- Another One (1955)
- O.P. Big Band: Deep Passion (GRP, 1956–57) con Tommy Flanagan, David Kurtzer, Jerome Richardson, Osie Johnson, Janet Putnam .
- The Oscar Pettiford Orchestra in Hi-Fi, Vol. 1 (1956) & Vol. 2 (1957).
- Vienna Blues – The Complete Session (Black Lion, 1959) con Hans Koller, Attila Zoller, Jimmy Pratt.
- Montmartre Blues (Black Lion, 1959–60).
- The Complete Essen Jazz Festival Concert, (Black Lion, 1960) con Coleman Hawkins, Bud Powell, Kenny Clarke.
- My Little Cello (America Records, 1960)

### Como acompañante
- The Birdlanders: Vol. 2 (OJC, 1954) con Kai Winding, Al Cohn, Tal Farlow Duke Jordan, Max Roach, Denzil Best.
- Sid Catlett; 1944-1946 (Classics).
- Chris Connor & John Lewis Quartet: Chris Connor (Atlantic).
- Miles Davis: The Musings of Miles (Prestige).
- Miles Davis: Miles Davis Volume 1/Miles Davis Volume 2 (Blue Note, 1952–54).
- Kenny Dorham: Jazz Contrasts (OJC, 1957) Afro-Cuban (Blue Note, 1955).
- Duke Ellington: Carnegie Hall Concert January 1946 (Prestige).
- Duke Ellington: Carnegie Hall Concert December 1947 (Prestige) bzw. 1947-1948 (Classics), 1949-1950 (Classics), Great Times! (OJC, 1950) (enthält Perdido, Blues for Blanton).
- Tal Farlow; Jazz Masters 41 (Verve 1955-58) bzw. Finest Hour (Verve, 1955–58).
- Leonard Feather: 1937-1945 (Classics,1952–56).
- Dizzy Gillespie: 1945 (Classics)
- Urbie Green: East Coast Series Vol. 6 (Bethlehem, 1956).
- Jimmy Hamilton & The New York Jazz Quintet (Fresh Sound Rec.)
- Coleman Hawkins: Rainbow Mist (Delmark, 1944), The Hawk Flies High (OJC, 1957).
- Ernie Henry: Last Chorus (OJC, 1956–57).
- Woody Herman: Keeper Of the Flame (Capitol, 1948–49).
- Johnny Hodges: Caravan (Prestige, 1947–51).
- Helen Humes;: 1927-1945 (Classics).
- Lee Konitz / Warne Marsh Quintet (Atlantic, 1955).
- Helen Merrill: with Clifford Brown & Gil Evans (Emarcy, 1954–56).
- Thelonious Monk: The Unique, Brilliant Corners, Plays the Music Of Duke Ellington (Riverside/OJC).
- Phineas Newborn: Here Is Phineas (Koch, 1956).
- Leo Parker: Prestige First Sessions: Volume 1 (Prestige, 1950).
- Max Roach: Deeds, Not Words (OJC, 1958).
- Sonny Rollins: Freedom Suite (1958) auf The Essentuial S.R. on Riverside (1956–58).
- Charle Rouse: Jazz Modes (Biograph, 1956).
- Billy Strayhorn: Great Times! (OJC, 1950).
- Art Tatum: The Art Of Tatum (ASV, 32-44).
- Lucky Thompson: Accent On Tenor Sax (FSR, 1954).
- Lucky Thompson: Tricotism (Impulse, 1956).
- George Wallington: The George Wallington Trios (OJC, 1952–53).